# Національний день Каталонії
Національний день Каталонії (кат. Diada Nacional de Catalunya) — відзначається щорічно 11 вересня на згадку роковини Битви при Барселоні 1714 р. — вирішальної у Війні за іспанську спадщину, яка стала для каталонців національною поразкою. У покарання за підтримку, у тому числі військову, каталонською шляхтою ерцгерцога Карла VI в його прагненні здобути трон Іспанського королівства, фактичний переможець битви і війни, а згодом уже король Іспанії Філіп V (до того герцог Анжуйський) скасував усі права і привілеї Королівства Арагону і Каталонії, яке припинило своє існування.
1980 р. відновлений у діяльності Женералітат Каталонії (автономний уряд) як свій перший публічний акт проголосив 11 вересня Діадою (кат. La Diada) — Національним днем Каталонії.
Національно налаштовані патріотичні каталонські організації і політичні партії традиційно покладають квіти до пам'ятника Рафаелю Казанові (кат. Rafael Casanova) у Барселоні, що відіграв значну роль у Битві при Барселоні 1714 року, очоливши на її кінцевому етапі міську самооборону Барселони від французько-іспанської армади і намагаючись будь-що не пустити ворога у місто, ставши для нащадків одним зі «стовпів» каталонського націоналізму.
Протягом дня відбуваються різноманітні політичні акції, демонстрації, концерти і святкові заходи. Чимало містян Барселон чіпляють на одяг смужки з національною символікою, на балконах вивішують каталонські національні прапори.